# اتحاد هامبورغ لكرة القدم
اتحاد هامبورغ لكرة القدم ( (بالألمانية: Hamburger Fußball-Verband)‏ HFV، هي واحدة من 21 منظمة حكومية لاتحاد كرة القدم الألماني، DFB، وتغطي ولاية هامبورغ وبعض أجزاء جنوب شليسفيغ هولشتاين. 